# Albert-Vater-Straße 87, Schillerstraße 29

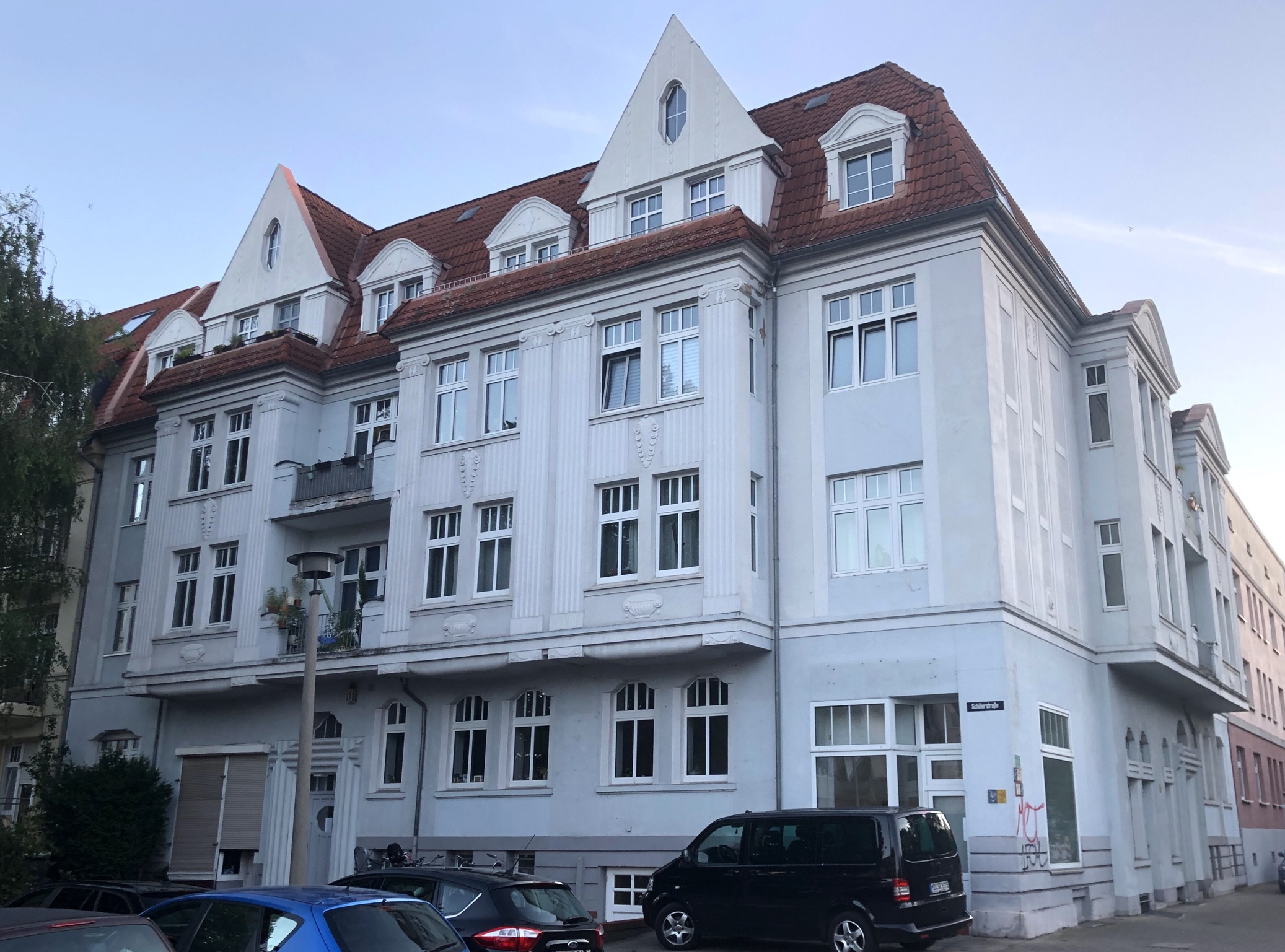
Ansicht 2020

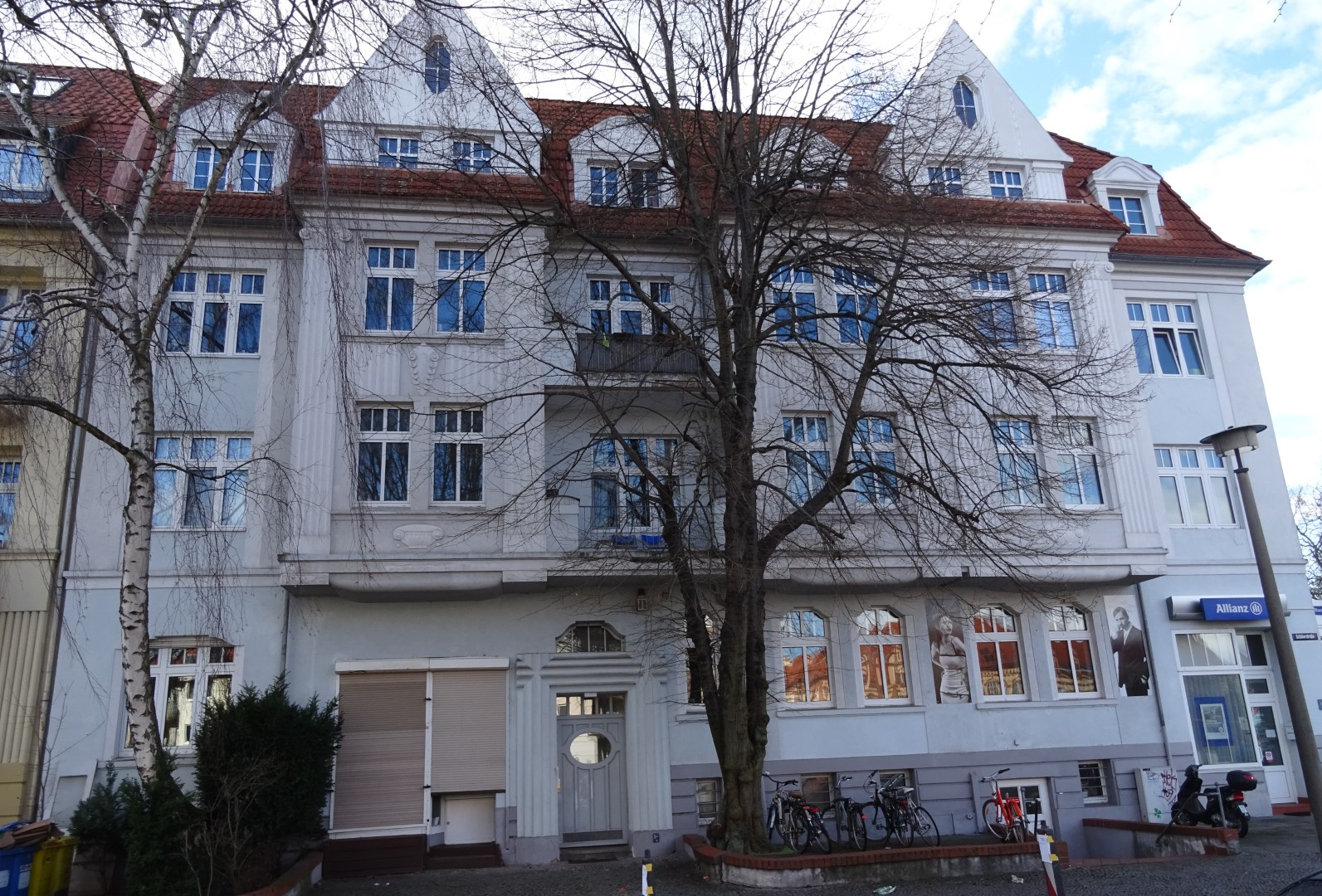
Ostfassade 2019

Das Eckgebäude Albert-Vater-Straße 87, Schillerstraße 29 ist ein unter Denkmalschutz stehendes Wohnhaus in Magdeburg in Sachsen-Anhalt.

## Lage
Es steht in einer stadtbildprägenden Ecklage auf der Südseite der Albert-Vater-Straße im Magdeburger Stadtteil Stadtfeld Ost. Östlich des Gebäudes münden die Schillerstraße und zugleich auch die Ebendorfer Straße ein. Das Gebäude stellt den nördlichen Abschluss der im Stil des Neoklassizismus gestalteten westlichen Bebauung der Schillerstraße dar.

## Architektur und Geschichte
Der dreigeschossige verputzte Bau entstand im Jahr 1913 für den Bauunternehmer Albert Fischer. Der Entwurf geht wohl auf den Maurermeister bzw. Bauunternehmer Reinhold Radisch zurück. Auf der Nord- und der Ostseite bestehen jeweils zwei Erker, zwischen denen jeweils Balkone angeordnet sind. Die Fassaden sind mit Pilastern verziert. Bedeckt ist das Gebäude mit einem Mansarddach mit Dachgauben. Oberhalb der Erker zur Schillerstraße befinden sich mit Dreiecksgiebeln bekrönte Dacherker. Auch die Erker auf der Nordseite tragen Dreiecksgiebel.
Im Erdgeschoss sind Ladengeschäfte eingebaut. Straßenseitige Eingänge sind sowohl in der Nord- als auch in der Ostfassade vorhanden. 
Im örtlichen Denkmalverzeichnis ist das Wohnhaus unter der Erfassungsnummer 094 82263 als Baudenkmal verzeichnet. Vermutlich versehentlich wurde das Haus darüber hinaus auch unter der Adresse Schillerstraße 29 mit der Erfassungsnummer 094 82258 geführt.
Das Gebäude gilt als typisches städtisches Mehrfamilienhaus aus der Zeit vor dem Ersten Weltkrieg.